# Kerivoula smithii
Kerivoula smithii es una especie de murciélago de la familia Vespertilionidae.

## Distribución geográfica
Se encuentra en Nigeria Camerún República Democrática del Congo, Uganda y Kenia.